# Hedy Scott
Hedy Scott (nacida en Jodoigne, Brabante Valón, Región Valona, Bélgica el 24 de enero de 1946) es una actriz y modelo belga-estadounidense. Su madre era una actriz belga y su padre, un soldado estadounidense fallecido en 1953 en la guerra de Corea. En la década de 1960 se mudó a los Estados Unidos, posteriormente consiguió la ciudadanía estadounidense. Se convirtió en Playmate del Mes para la revista Playboy en su número de junio de 1965. Fue fotografiada por Ron Vogel. Tuvo una breve carrera interpretativa, apareciendo en Fireball 500 (1966) y en un episodio de The Munsters.

## Trabajo en cine y televisión
- Fireball 500 (1966)  .... Leander Fan
- The Munsters (1966)  .... 2ª Chica